# (10872) Vaculík
(10872) Vaculík (1996 TJ9) – planetoida z pasa głównego asteroid okrążająca Słońce w ciągu 4,05 lat w średniej odległości 2,54 j.a. Odkryta 12 października 1996 roku.